# Couk
Couk (z něm. Erzzug) je ve starší češtině více méně souvislá rudná žíla. Podél takové žíly se budovaly šachty a další důlní díla. Na povrchu tak vzniklo pásmo těžby, často v bezprostředním okolí horního města.